# سيريل ألدريد
سيريل ألدريد FRSE FSA Scot (19 فبراير 1914 – 23 يونيو 1991) كان عالم مصريات إنجليزيًا، ومؤرخ فني، وكاتب.

## النشأة
ولد سيريل ألدريد في فولهام، لندن، ابنًا لفريدريك ألدريد وليليان إيثيل أندروود، وهو السادس من سبعة أطفال.
درس ألدريد في مدرسة سلوان في تشيلسي، ودرس اللغة الإنجليزية في كلية الملك لندن، ثم درس تاريخ الفن في معهد كورتولد للفنون. أثناء دراسته، التقى بهوارد كارتر، الأثري الذي اكتشف مقبرة توت عنخ آمون المحتفظة بكاملها. دعاه كارتر للعمل معه في مصر، لكن ألدريد فضل الحصول على تعليم جامعي. تخرج من معهد كورتولد في عام 1936.

## المسيرة العملية
في عام 1937، أصبح مساعدًا لمحافظ في المتحف الملكي الاسكتلندي في إدنبرة، حيث عمل خلال بقية حياته المهنية، حتى تقدم إلى منصب محافظ الفن والآثار (1961–74). تم تعيين ألدريد رئيسًا تحريرًا فخريًا لـ مجلة الجمعية الأنثروبولوجية الاسكتلندية والفولكلور في عام 1938. حرر الأجزاء 3.1 و 3.2 و 3.3 و 4.1 من المجلة، من عام 1938 حتى عام 1949.
خلال الحرب العالمية الثانية، عمل ألدريد في القوات الجوية الملكية البريطانية، ثم عاد إلى إدنبرة في عام 1946، للقيام بدراسة جادة في علم المصريات.
في عام 1949، نُشر كتاب ألدريد فن الدولة القديمة في مصر القديمة وتبعه كتب عن الدولة الوسطى والدولة الحديثة في عامي 1950 و 1952. أثبتت هذه المنشورات نجاحه كمصريات ومؤرخ فني. ساهم أيضًا في كتابة مقالات حول الأثاث المصري والأعمال الخشبية كجزء من تاريخ التكنولوجيا في أكسفورد في عام 1954 و 1956. في عام 1955، عمل كمساعد محافظ لمدة عام في قسم الفن المصري في المتحف الروماني في مدينة نيويورك، إلى جانب المحافظ ويليام سي هايز. خلال وقته في المتحف، استخدم ألدريد عينه الفنية لتحسين تقديم المعارض بشكل كبير وساعد في تحديد وتصنيف عدد من القطع الأثرية التي لم يتم الانتباه إليها مسبقًا في التخزين. في عام 1956، عاد ألدريد إلى المتحف الملكي الاسكتلندي لتعزيز فريق علم المصريات وفي عام 1961 تم ترقيته إلى محافظ الفن والآثار، وهو المنصب الذي شغله حتى تقاعده. خلال فترة عمله في المتحف، لم يقدم محاضرات فحسب، بل قام أيضًا بعمليات شراء هامة وساعد المتحف في تحسين عرض علم المصريات وكذلك أقسام غرب أفريقيا وجنوب البحار.
نُشر كتاب ألدريد أخناتون، فرعون مصر – دراسة جديدة في عام 1968. كان لديه اهتمام شديد بالمجوهرات من مصر القديمة ونشر كتابه جواهر الفراعنة في عام 1971، الذي نشرته ثامز وهدسون. كان هذا إسهامًا رئيسيًا في المجال. لكن كتاباته التاريخية الفنية الأكثر أهمية خلال تلك الفترة كانت الكتالوج الذي كتبه لمعرض متحف بروكلين، "أخناتون ونفرتيتي" في عام 1973.
تقاعد ألدريد في عام 1974، لكن كتاباته استمرت. في عام 1978، انتخب زميلا في الجمعية الملكية في إدنبرة. وكان مقترحوه هم جون كاميرون، اللورد كاميرون، نورمان تيبل، السير نورمان غراهام وستيوارت بيجوت.
ابتداءً من عام 1978، كتب ألدريد دراسات لاستطلاعات الفن المصري في الفرنسية "لونيفير دي فورم" (ظهرت مجلدات أخرى في عامي 1979 و 1980). في عام 1980، نشر ألدريد الفن المصري، على الرغم من أن كتابًا آخر ينوي نشره عن النحت المصري لم ينشر أبدًا. كتبت الملحق التربوي للفن المصري عن فن المصري، "قدرته المقنعة على نسج الحقائق والتحليلات والتفسيرات في حساب قابل للقراءة بشكل ملحوظ يضع كتابه بعيدًا جدًا عن النصوص المكدسة التي في كثير من الأحيان تمر على أنها تاريخ فني".
في عام 1988، قام بتوسيع نصه في عام 1968 في أخناتون، ملك مصر بالعثورات اللاحقة.
توفي بسلام في منزله في إدنبرة في عام 1991، ويتذكر كأحد الشخصيات الرئيسية في تحسين الآثار في اسكتلندا في مجموعة بوريل في غلاسكو.

### الحياة الشخصية
تزوج ألدريد جيسي كينيدي مورتون (مواليد 1909)، وهي عالمة علاج طبيعي، في عام 1938. وكان ابن أخته الكبير يدعى السيد شال.

## قائمة المراجع
1. ↑  Dictionary of Art Historians (بالإنجليزية), QID:Q17166797
2. ↑  Reeves، Nicholas (1997). "Howard Carter's Collection of Egyptian and Classical Antiquities". في Goring، Elizabeth؛ Reeves، Nicholas؛ Ruffle، John (المحررون). Chief of Seers: Egyptian Studies in Memory of Cyril Aldred. Kegan Paul. ص. 242.
3. ↑  "Notes and News". The Proceedings of the Scottish Anthropological and Folklore Society. ج. 3 ع. 1: 24. أكتوبر 1938.
4. ↑  Scottish Anthropological and Folklore Society (1938–1952). The Proceedings of the Scottish Anthropological and Folklore Society. Vol 3–4. Edinburgh.{{استشهاد بكتاب}}:  صيانة الاستشهاد: مكان بدون ناشر (link)
5. ↑  Reeves, Nicholas, "Englishman in New York: Cyril Aldred at the Met, 1955–1956" in Jacobus van Dijk, "Another Mouthful of Dust. Egyptological Studies in Honour of Geoffrey Thorndike Martin". Peeters, Leuven, Paris, Bristol CT, 2016, pp. 435–460.
6. ↑  Waterston, C. D. (2006). Former fellows of The Royal Society of Edinburgh, 1783-2002 : biographical index (بالإنجليزية). A. Macmillan Shearer, Royal Society of Edinburgh. Edinburgh: The Royal Society of Edinburgh. p. 11. ISBN:0-902198-84-X. OCLC:83595094. Archived from the original on 2022-10-02.
7. ↑  "Archived copy" (PDF). مؤرشف من الأصل (PDF) في 2017-02-02. اطلع عليه بتاريخ 2022-02-16.{{استشهاد ويب}}:  صيانة الاستشهاد: الأرشيف كعنوان (link)